# 0583
0583 è il prefisso telefonico del distretto di Lucca, appartenente al compartimento di Pisa.
Il distretto comprende gran parte della provincia di Lucca: Media Valle del Serchio, Garfagnana e Piana di Lucca con l'esclusione del comune di Villa Basilica (appartenente al distretto di Montecatini Terme) e l'aggiunta delle frazioni di Orentano e Villa Campanile del comune di Castelfranco di Sotto. Confina con i distretti di Pistoia (0573) a nord-est, di Montecatini Terme (0572) a est, di Pisa (050), Pontedera (0587) e di Empoli (0571) a sud-est, di Viareggio (0584) a sud, di Massa (0585) a ovest, di Reggio nell'Emilia (0522) e Sassuolo (0536) a nord.

## Aree locali e comuni
Il distretto di Lucca comprende 25 comuni compresi nelle 4 aree locali di Altopascio, Barga (ex settori di Bagni di Lucca e Barga), Castelnuovo di Garfagnana (ex settori di Castelnuovo di Garfagnana e Piazza al Serchio) e Lucca. I comuni compresi nel distretto sono: Altopascio, Bagni di Lucca, Barga, Borgo a Mozzano, Camporgiano, Capannori, Careggine, Castelnuovo di Garfagnana, Castiglione di Garfagnana, Coreglia Antelminelli, Fabbriche di Vergemoli, Fosciandora, Gallicano, Lucca, Minucciano, Molazzana, Montecarlo, Pescaglia, Piazza al Serchio, Pieve Fosciana, Porcari, San Romano in Garfagnana, Sillano Giuncugnano, Vagli Sotto, Villa Collemandina e le frazioni di Orentano e Villa Campanile del comune di Castelfranco di Sotto (PI) .